# Gottfried Reinhold Treviranus

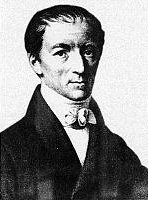
Gottfried Reinhold Treviranus

Gottfried Reinhold Treviranus (Bremen, 4 februari 1776 – 16 februari 1837) was een Duits arts en natuuronderzoeker. Hij studeerde medicijnen in Göttingen, waar hij promoveerde in 1796, Een jaar later werd hij benoemd tot hoogleraar geneeskunde en wiskunde aan het Bremer Lyceum.
In het eerste van zijn grotere werken, Biologie, oder Philosophie der lebenden Natur für Naturforscher und Aerzte (1802-1822), gaf Treviranus duidelijk uitdrukking aan de theorie van de "afstamming met modificatie". Hij geloofde dat eenvoudige vormen protisten, de primitieve vormen waren van waaruit alle organismen van de hogere klassen waren ontstaan door een geleidelijke ontwikkeling. Ook legde hij als een fundamentele stelling vast "dat alle levende vormen de resultaten zijn van fysische invloeden, die nog in gebruik zijn, en alleen verschillen in de mate en de richting." Net als velen na hem, besteedde hij aandacht aan de invloed van de mannelijke elementen in de bevruchting als een bron van variatie, maar de nadruk werd alleen gelegd op de intra-organismale kracht van aanpassing aan de omgeving. Wat betreft de prioriteit en het belang van de bijdrage van Treviranus aan de theorie van de evolutie, is het ten minste zeker is dat hij een geleerd natuuronderzoeker en een accuraat denker was. Zijn belangrijkste latere werk van een synthetische aard was Die Erscheinungen und Gesetze des organischen Lebens (1831). Hij was een van de eersten die het woord biologie gebruikten.
- Bibsys: 90822936
- Bibliothèque nationale de France: cb106950039 (data)
- Author citation (botany): G.Trevir.
- CiNii: DA08579539
- Stuttgart Database of Scientific Illustrators 1450–1950: 11444
- Gemeinsame Normdatei: 118760866
- International Standard Name Identifier: 0000 0001 0897 043X
- Library of Congress Control Number: n96060452
- Nationale Bibliotheek van Tsjechië: nlk20000089980
- Nationale Bibliotheek van Israël: 987007281635805171
- Nederlandse Thesaurus van Auteursnamen: 074284118
- Réseau des bibliothèques de Suisse occidentale: 02-A003910033
- Istituto Centrale per il Catalogo Unico: UFIV021805
- SNAC: w6jt2cpb
- Système universitaire de documentation: 133289036
- Virtual International Authority File: 47557694
- WorldCat: E39PBJB8pyQVPFvmQPWqHmRFrq